# Mar Arteaga
María del Mar Arteaga Fernández, conocida como Mar Arteaga (Madrid, 24 de noviembre de 1963)  es una periodista española.

## Biografía
Hija de Augusto Arteaga, perito industrial y expresidente de la Agrupación Deportiva Almería y de Fermina Fernández nació en Madrid y desde niña se crio en Almería donde vivió desde los nueve años.
Ha realizado estudios de Derecho en la Universidad de Granada y de periodismo en la Universidad Rey Juan Carlos de Madrid.
Empezó su carrera periodista en 1989 en Almería, primero como redactora de la COPE y posteriormente como corresponsal de la Agencia EFE en la provincia. En 1992 empezó a presentar el informativo nocturno de la televisión local almeriense Telesol. En las navidades de 1996 fue corresponsal de la cadena COPE en Bosnia-Herzegovina. Desde mayo de 1997 a 1998 asumió la subdirección regional de informativos en COPE Andalucía y editora de tarde de los informativos regionales de esta cadena de radio. En 1997 y 1998 fue articulista de opinión en el Diario Ideal de Almería y trasladó su residencia a Sevilla.
En noviembre de 1998 comenzó su andadura profesional en Canal Sur Televisión y hasta noviembre de 2000, fue coeditora y editora del primer informativo que presenta una periodista ciega, Nuria del Saz, y presentadora de los programas Solidarios y 60 minutos en Canal 2 Andalucía.
En las elecciones municipales y europeas de 1999, así como en las Elecciones generales y autonómicas de 2000 es la conductora del espacio correspondiente a la realidad virtual en el que se aportaban datos electorales, un sistema técnico que por primera vez se ponía en marcha en un programa electoral en Canal Sur Televisión. En ambas campañas electorales, además, presentó los debates electorales y las entrevistas a candidatos.
En el 2000 fue presentadora y redactora de internacional del informativo Buenos días a las nueve de la mañana. De noviembre de 2000 a febrero de 2001 presentó el avance regional de noticias de las 19h30, coeditora del informativo local de Sevilla, y redactora del informativo de madrugada de Canal Sur Televisión, Diario 3.
Desde septiembre de 2002 editó y presentó el programa "La Entrevista" emitido de 8h30 a 9h00 en Canal Sur Televisión. En enero de 2009 fue nombrada directora de RTVA en Huelva y en julio de 2009 asumió la dirección de RTVA en Córdoba cargo que ocupó hasta octubre de 2019.
De diciembre de 2010 a 2014 formó parte de la Junta Directiva de la Academia de las Ciencias y las Artes de Televisión de España.
Desde 2016 es codirectora del máster en Cinematografía y Televisión creado en la Universidad de Almería (UAL) junto al director de cine Alberto Rodríguez y la directora de producción Manuela Ocón. Además de formadora en comunicación, Arteaga participa habitualmente en espacios de formación y debate sobre feminismo y derechos de las mujeres, entre ellos el Feminario convocado anualmente en Córdoba por la Plataforma Andaluza de Apoyo al Lobby Europeo de Mujeres.
Fue también directora y creadora del programa de Canal Sur Radio Córdoba "Termómetro de la Igualdad" dedicado a debatir la situación de la mujer y su visibilización desde los ámbitos económicos, sindicales, institucionales, sociales y organizativos.
Desde 2019, es editora adjunta y presentadora del programa "Solidarios" de Canal Sur Televisión.

## Premios
- Premio G 2007 del Colectivo de gays, lesbianas, transexuales y bisexuales de Andalucía por la visibilización y normalización del colectivo.
- En 2009 recibió el Premio C de Consumo, otorgado por la Consejería de Presidencia de la Junta de Andalucía por contribuir con su trabajo a la sensibilización y formación de la ciudadanía.[10]